# Northampton, Pennsylvania
Northampton är en ort i Northampton County i delstaten Pennsylvania, USA.